# San Esteban del Valle
San Esteban del Valle é um município da Espanha na província de Ávila, comunidade autónoma de Castela e Leão, de área 37 km² com população de 869 habitantes (2007) e densidade populacional de 23,37 hab/km².
Nasceu aqui São Pedro Batista, capitão dos 26 mártires do Japão, martirizados em Nagazaki em 1597.

## Localização
Localiza-se no sul da província de Ávila.
| Noroeste: Villarejo del Valle          | Norte: Navalosa                       | Nordeste: Serranillos   |
| Oeste: Mombeltrán, Villarejo del Valle |                                       | Este: Pedro Bernardo    |
| Surdeste: Santa Cruz del Valle         | Sul: Santa Cruz del Valle, Mombeltrán | Sudeste: Pedro Bernardo |

## Demografia
| Variação demográfica do município entre 1991 e 2004 | Variação demográfica do município entre 1991 e 2004 | Variação demográfica do município entre 1991 e 2004 | Variação demográfica do município entre 1991 e 2004 |
| --------------------------------------------------- | --------------------------------------------------- | --------------------------------------------------- | --------------------------------------------------- |
| 1991                                                | 1996                                                | 2001                                                | 2004                                                |
| 1015                                                | 954                                                 | 873                                                 | 862                                                 |